# BNO News
BNO News — международное информационное агентство со штаб-квартирой в Тилбурге (Нидерланды). Оно предоставляет услуги для средств массовой информации.

## История
Агентство BNO News было основано Михаэлем ван Поппелем из Нидерландов в мае 2007 года, когда он запустил в Twitter новостную службу под названием BreakingNewsOn (позже название сменилось на BreakingNews). Служба быстра обрела популярность, менее чем за 11 месяцев число её подписчиков увеличилось с 16 тысяч до более чем 1,5 миллиона, что сделало её одной из самых популярных новостных служб в Twitter.
7 сентября 2007 года BNO News получила неопубликованную видеозапись с участием лидера «Аль-Каиды» Усамы бен Ладена и передала её Reuters. Агентство BNO News первым сообщило о землетрясении магнитудой 9,1 у берегов Японии, исчезновении рейс 370 Malaysia Airlines и о ядерных испытаниях Северной Кореи в январе 2016 года.
В феврале 2009 года BNO News получила награду Best in News на 1st Shorty Awards в Нью-Йорке.
Аккаунт BreakingNews в Twitter был приобретён NBC News 1 декабря 2009 года, когда компания объявила о планах предложить подписку на новостные ленты другим новостным агентствам, в первую очередь в США. Служба новостей на основе подписки была запущена в конце января 2010 года и предоставляет новости для СМИ, в том числе цифровых. Для этого к работе агентства были привлечены журналисты из Нидерландов, Ирландии, Мексики, США и других стран. 31 мая 2010 года маврикийский новостной веб-сайт Island Crisis News объявил, что также стал клиентом BNO News и первым клиентом компании из Африки.
BNO News восстановила своё присутствие в социальных сетях в июне 2015 года, запустив BNONews.com, веб-сайт с текстовым, видео- и аудиоконтентом, сделав тем самым свои новости полностью доступны для общественности. По состоянию на март 2016 года цифровая платформа BNO News охватываkf более 7 миллионов человек в месяц.
В 2020 году BNO News в прямом эфире освещали пандемию COVID-19, заведя для этого Twitter в аккаунте под названием BNO Newsroom. В апреле агентство также запустило трекер коронавируса, который в первые месяцы пандемии посетили более 71 миллиона раз. В августе 2020 года компания также создала базу данных подтверждённых и подозреваемых случаев повторного заражения COVID-19, которую использовали исследователи и правительственные чиновники, в том числе министерств здравоохранения Испании и Бразилии.

## Награды
| Год  | Организация           | Номинированная работа | Награда | результат |
| ---- | --------------------- | --------------------- | ------- | --------- |
| 2009 | Twitter Shorty Awards | @BreakingNews         | News    | Победа    |